# Richard Roundell
Richard Foulis Roundell, né le 4 novembre 1872 et mort le 5 janvier 1940, est un soldat britannique et homme politique conservateur, il est député pour Skipton de 1918 à 1924.

## Biographie
Richard Foulis Roundell naît en 1872. Il est le fils de William Roundell, de Gledstone Hall, et étudie à Harrow. Il sert dans la milice et finalement commande le 3e Bataillon, les fusiliers de Northumberland, atteignant le grade de colonel.
Il est candidat conservateur pour Skipton à six reprises. Il perd les trois premières fois face au candidat libéral William Clough, mais est élu aux élections générales de 1918, puis réélu en 1922 et 1923. Au Parlement, il est le premier secrétaire particulier de George Tryon, secrétaire parlementaire du ministère des Pensions. Entre 1922 et 1924, il est whip adjoint. En août 1924, il annonce sa décision de ne pas se représenter, ostensiblement pour des raisons de santé.
Richard Roundell hérite des domaines de la famille à Gledstone à un âge précoce, mais les vend à Sir Amos Nelson en 1923.
En 1898, il épouse Beatrice Maude Wilson, deuxième fille de Sir Matthew Wilson, 3e baronnet ; ils ont un fils et quatre filles. 
Richard Roundell meurt le 5 janvier 1940.